# Enos (schimpans)
Enos, född 1957 i Franska Kamerun, död 4 november 1962 på Hollomanbasen i New Mexico, var en schimpans, försöksdjur och rymdfarare. Han blev 1961 den tredje hominiden – efter Jurij Gagarin och German Titov – och den första schimpansen att färdas i rymdraket runt jorden.

## Biografi
Enos var född i Kamerun, köptes av flygvapnet och togs till flygbasen Holloman i New Mexico i april 1960. Därefter förflyttades han, tillsammans med två andra schimpanser, till Cape Canaveral oktober 1961.
Till att börja med identifierades han med ett nummer: 81 (enligt vissa källor 85). Strax före uppskjutningen fick han namnet Enos, som är bibliskt och betyder "dödlig man".

### Rymdfärden
Han sköts upp från Cape Canaveral med Mercury-Atlas 5 den 29 november 1961 klockan 15:07:57 UTC. Rymdfärden varade 3 timmar, 20 minuter och 59 sekunder. Den 81 902 kilometer långa resan var ett generalprov inför astronauten John Glenns tre varv jorden den 20 februari 1962.

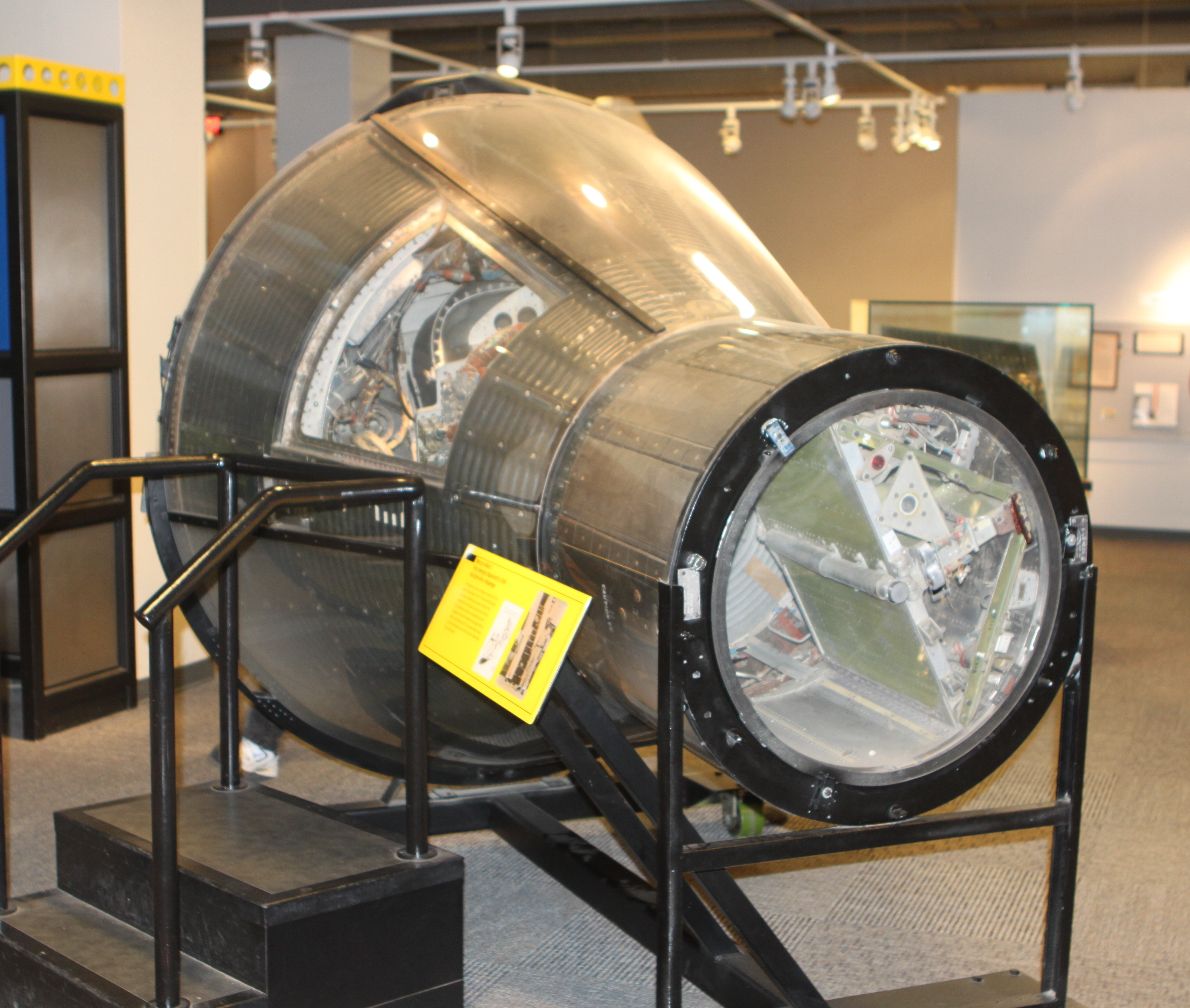
Rymdkapseln som Enos färdades i.

Inför resan hade han tränats i att utföra några enkla test, som när de utfördes riktigt belönades med bananpellets. Om han misslyckades fick han en elstöt. Enos träning var mer omfattande än kollegan Hams (som tidigare under året som första schimpans deltagit i ett "rymdskutt"), eftersom han skulle utsättas för högre g-krafter och tillbringa längre tid i tyngdlöst tillstånd. Syftet med Enos resa var att efterlikna människors förmåga att utföra uppgifter under rymdfärd. Enos valdes till uppdraget bara tre dagar före uppskjutningen.
Rymdfärden skulle ha inneburit tre varv runt jorden, men på grund av problem med hög temperatur i rymdkapseln avbröts den efter två varv. Då hade även ett systemfel inträffat, som gjorde att Enos fick 76 elstötar i foten trots att han utförde sina intränade uppdrag korrekt.
Enos tvingades vänta i sin flytande kapsel i Atlanten i mer än tre timmar efter landningen innan han kunde plockas upp av ett räddningsfartyg. Han hade försökt att bryta sig ur kapseln och var glad när han räddades. Enos undersöktes efter landningen och förklarades frisk.

### Efter rymdfärden
Medan artfränden Ham ansågs vara "söt och gosig" och fick pryda omslaget till Life Magazine, fick Enos rykte om att vara elak. Denna jämförelse är ett förmänskligande av aporna och felaktigt, säger vetenskaps- och medicinhistorikern Jordan Bimm i en intervju. "Enos var ett försöksdjur som behandlades helt fruktansvärt. Och jag anser att vi måste förstå hans beteende i det sammanhanget ...".
En del av resultaten från resan var värdelösa, eftersom det visade sig att Enos reagerade mer på mätapparaturen än på rymdresan i sig. Enligt Jordan Bimm orsakades det av de olika katetrar Enos försågs med och elstötarna han fick, inte på viktlösheten.
Enos dog mindre än ett år senare, på Holloman Air Force Base i New Mexico. Dödsorsaken var antibiotikaresistent dysenteri, orelaterat till rymdresan. Hans kropp obducerades och skulle sedan skickas till Smithsonian Institution, men den försvann istället spårlöst.